# Drapeau du Kurdistan
 (mars 2025).
Si vous disposez d'ouvrages ou d'articles de référence ou si vous connaissez des sites web de qualité traitant du thème abordé ici, merci de compléter l'article en donnant les références utiles à sa vérifiabilité et en les liant à la section « Notes et références ».

Drapeau officiel du gouvernement régional du Kurdistan (ratio: 2:3).

Le drapeau du Kurdistan est officiellement celui du gouvernement régional du Kurdistan, divisé entre les frontières de la Turquie, l'Iran et l'Irak. La partie rouge représente la détermination, la combativité des Kurdes et également tous leurs martyrs. Le vert symbolise les montagnes, collines et plaines remplies de vert, tandis que le blanc représente la paix et la prospérité. Quant au soleil, il rappelle les origines zoroastriennes des Kurdes, le feu et le soleil ayant été les forces sacrées[réf. souhaitée]. Ses 21 rayons désignent le nouvel an kurde qui prend lieu le 21 mars, à l'arrivée du printemps. Ce drapeau est généralement accepté en tant que drapeau national par le peuple kurde.
Le drapeau a été créé en 1919 par la Société pour l'essor du Kurdistan (CTK). Il est utilisé pour la première fois en 1920 à Paris à l'occasion de la conférence de la paix, et l'année suivante au kurdistan.

## Drapeau du Kurdistan irakien

Drapeau de l'émirat de Soran (1816-1835).
Ancien drapeau de l'Irak, du temps du régime (1959-1963) d'Abdel Karim Kassem : ce drapeau a été autorisé dans la région autonome du Kurdistan irakien après la chute de Saddam Hussein.
Drapeau du Kurdistan irakien. Le soleil à 21 branches est présent dans plusieurs drapeaux kurdes.

Le drapeau de la région autonome du Kurdistan irakien est le drapeau bénéficiant du plus de reconnaissance et de notoriété, puisque c'est la seule région kurde autonome reconnue. Il apparaît vers 1920 durant la lutte pour l'indépendance kurde contre l'Empire ottoman, avant d'être le drapeau du Kurdistan irakien.
Le drapeau est de trois bandes horizontales rouge, blanche et verte, orné d'un soleil à 21 branches, chiffre très important dans la culture kurde (en).

## Drapeaux du Kurdistan iranien

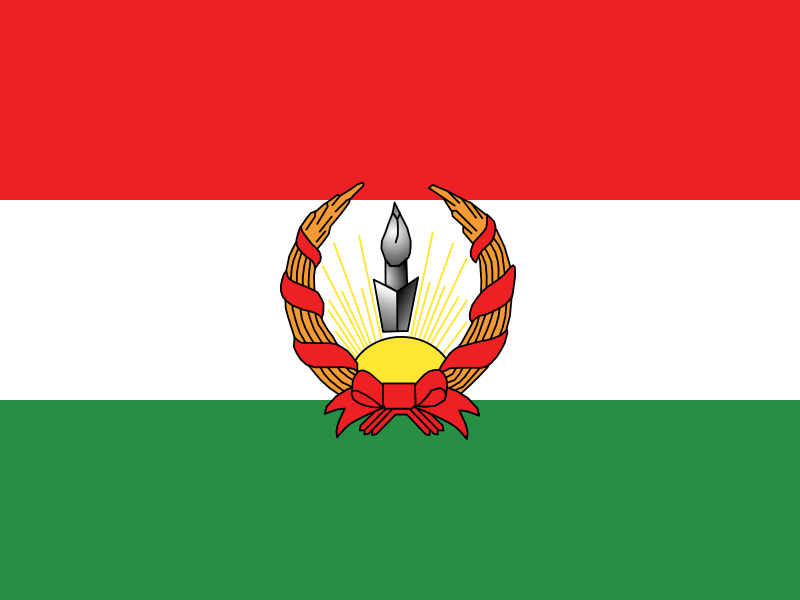
Drapeau de la république de Mahabad.

## Drapeaux du Kurdistan syrien

Adopté en 2016, le drapeau du Rojava reprend celui du PYD depuis 2012-2013.

## Drapeaux du Kurdistan turc

Drapeau du royaume du Kurdistan (1922-1924).
Drapeau de la république de l'Ararat (1927-1931).
Drapeau du PKK depuis 2004.